# 's Gravenbos
Het 's Gravenbos is een Ferrarisbos gelegen in het Vlaams-Brabantse dorp Humbeek, op de grens met Nieuwenrode en Ipsvoorde. Het is een van de grootste en oudste bossen in de omgeving. Het bos is, net zoals het naburige Driesbos,  Europees beschermd als onderdeel van Natura 2000-habitatrichtlijngebied 'Bossen van het zuidoosten van de Zandleemstreek'. Het is grotendeels privédomein maar enkele wandelpaden, waaronder Buurtweg 17 en 30 en Voetweg 64, zijn toegankelijk. De Wandelroute GR128 (van Pas de Calais naar Aken) loopt door het 100 ha grote domein.
Ten oosten loopt het Zeekanaal Brussel-Schelde. Aan de overzijde van het kanaal ligt het Bos van Aa.
Ten zuiden van het bos bevindt zich het 's Gravenkasteel en in het zuidwesten vindt men het 18e-eeuwse Kasteel de Eiken. Er is ook een Lourdesgrot met Kruisweg vlak bij de Humbeekbrug, en in het bos is er de Onze-Lieve-Vrouw Boskapel uit 1829.
Het gebied wordt doorstroomd door drie beken: de Grote Buisbeek (of Driesbosbeek), de Landgracht/Bosbeek en de Meiskensbeek.